# Asylbarn - Solén, Jeg altid husker far
Asylbarn - Solén, Jeg altid husker far er en børnefilm instrueret af Jannik Hastrup efter manuskript af Maria Stevnbak Andersen.

## Handling
Solen er ti år og bor med sin mor og to store søstre i et asylcenter. Hun har mange bamser, men Susu er den bedste. De holder fødselsdag for far med en stor lagkage som den ældste søster har lavet. Solén tænker tit på far. Han er fængslet i Syrien. Og hun drømmer om en dag at flytte ud og få et sted at bo. Så vil hun rejse til Syrien og hente far ud af fængslet.